# 1150-е годы до н. э.
1150-е (ты́сяча сто пятидеся́тые) го́ды до на́шей э́ры по пролептическому юлианскому календарю — промежуток времени с 1 января 1159 года до н. э. по 31 декабря 1150 года до н. э., включающий с 1159 по 1151 годы 5-го десятилетия  и 1150 год 6-го десятилетия XII века 2-го тысячелетия до н. э. Им предшествовали 1160-е годы до н. э., за ними следовали 1140-е годы до н. э. Они закончились 3175 лет назад.

## События
- 1159 год до н. э. — 3 извержение Геклы приводит к 18-летнему периоду ухудшения климата. (предполагаемая дата спорна)
- 1154 год до н. э. — Смерть Короля Спарты Менелая (приблизительная дата).
- Ок. 1150 года до н. э. — создание древнеегипетского «Туринского эротического папируса»[1].
- 1134 год до н. э. — самоубийство вдовствующей Царицы в изгнании Елены Прекрасной в Спарте на острове Родос (предполагаемая дата).